# Jan Wienese
Henri Jan dit Jan Wienese (né le 4 juin 1942 à Amsterdam) est un rameur néerlandais.
Il remporte la médaille d'or du skiff lors des Jeux olympiques de 1968 à Mexico.